# Haplomelitta
Haplomelitta is een geslacht van vliesvleugelige insecten van de familie Melittidae.

## Soorten
- H. atra Michener, 1981
- H. diversipes (Cockerell, 1932)
- H. fasciata Michener, 1981
- H. griseonigra Michener, 1981
- H. ogilviei (Cockerell, 1932)
- H. tridentata Michener, 1981